# Барановичская обувная фабрика
ОАО «Бара́новичская обувная фабрика» (бел. ААТ «Баранавіцкая абутковая фабрыка») — белорусское предприятие по производству обуви, расположенное в Барановичах (Брестская область).

## История
Предприятие было основано в 1939 году как фабрика индивидуального пошива обуви. Ежегодно фабрика производила до 67 тысяч пар обуви. В 1950 году переименована в обувную фабрику (по другой информации, переименование произошло в 1953 году). Фабрика специализировалась на ручном производстве обуви. С 1960 года барановичская фабрика была единственным предприятием в Белорусской ССР, производившим модельную обувь на высоком каблуке. В 1980 и 1988 годах фабрика дважды производила обувь для женской олимпийской сборной СССР. В 1985—1993 годах фабрика была опытно-экспериментальным предприятием. В 1987 году началось техническое перевооружение фабрики и строительство новых корпусов. В 1992 году фабрика в состав концерна «Беллегпром». В 1990-е годы на базе имущественного комплекса новых сооружений была создана фабрика «Ритм» (приватизирована в 2011 году). В 1993—1994 годах Барановичская обувная фабрика была преобразована в открытое акционерное общество. В 1990-е годы предприятие специализировалось на производстве женской модельной обуви. В начале 2000-х годов предприятие столкнулось с экономическими проблемами, в январе 2003 года производство было остановлено из-за долгов. В 2003—2004 годах фабрика перешла в собственность российской компании «Мидиса».